# 塩化アニソイル
塩化アニソイル(anisoyl chloride)はカルボン酸塩化物の一つ。塩化メトキシベンゾイル(methoxybenzoyl chloride)とも呼ばれる。アニス酸のカルボキシル基由来のヒドロキシル基がクロロ基に置換した構造をしている。メトキシ基の位置によりオルト、メタ、パラの3種の異性体が存在する。